# Snoqualmie
Snoqualmie és una població dels Estats Units a l'estat de Washington. Segons el cens del 2000 tenia 1.631 habitants.

## Demografia
Segons el cens del 2000, Snoqualmie tenia 1.631 habitants, 632 habitatges, i 432 famílies. La densitat de població era de 122,5 habitants per km².
Dels 632 habitatges en un 38,8% hi vivien nens de menys de 18 anys, en un 48,4% hi vivien parelles casades, en un 14,1% dones solteres, i en un 31,6% no eren unitats familiars. En el 25,2% dels habitatges hi vivien persones soles el 4,7% de les quals corresponia a persones de 65 anys o més que vivien soles. El nombre mitjà de persones vivint en cada habitatge era de 2,58 i el nombre mitjà de persones que vivien en cada família era de 3,06.
Per edats la població es repartia de la següent manera: un 28,9% tenia menys de 18 anys, un 7,9% entre 18 i 24, un 39,3% entre 25 i 44, un 17,7% de 45 a 60 i un 6,2% 65 anys o més.
L'edat mediana era de 32 anys. Per cada 100 dones de 18 o més anys hi havia 99,8 homes.
Entorn del 6,1% de les famílies i el 9,4% de la població estaven per davall del llindar de pobresa.

## Poblacions més properes
El següent diagrama mostra les poblacions més properes.